# Commandant L'Herminier
Le Commandant L'Herminier est un aviso type A69, classe d’Estienne d’Orves spécialisé dans la lutte anti-sous-marine côtière. C’est le onzième aviso d’une série de dix-sept. Il porte le nom du capitaine de vaisseau Jean L'Herminier – commandant du sous-marin Casabianca et l’un des artisans de la libération de la Corse. Son indicatif visuel est F791.

## Historique
Mis à flot en 1981, l'aviso est admis au service actif en 1986 après avoir été le premier bâtiment équipé de moteurs diesels à bas taux de compression. La mise au point de ces moteurs fut laborieuse et explique l’admission tardive du navire au service actif, initialement prévue pour 1982.
En 2009, le lance-roquettes est débarqué et remplacé par un système de transmissions par satellites VSAT. Possédant toutes ses capacités de détection sous-marine et de surface, il assure essentiellement des missions de soutien de la Force océanique stratégique (FOST) et de patrouille sur la façade atlantique. Il peut être déployé dans le cadre de mission de souveraineté.
Fin 2010, le Commandant L'Herminier remplit ses missions au sein de la force d’action navale. Il est basé à Brest et son retrait du service actif est effectif depuis juillet 2018,,. Au printemps 2019, il est désarmé et préparé en vue de son futur démantèlement. Fin 2024, il sera déplacé à Lorient afin de finir comme brise-lames devant le port de plaisance du Club nautique de la marine nationale, en remplacement de l'ancien bâtiment océanographique D'Entrecasteaux.

## Missions
Les missions du bâtiment sont multiples : soutien de la Force océanique stratégique, contrôle et défense des approches maritimes (en particulier dans le domaine de la lutte anti-sous-marine par petit fond), présence maritime française dans le monde, lutte contre la piraterie et les trafics illicites, missions de service public (sauvetage de vies humaines, surveillance de la ZEE française, contrôle de la navigation commerciale). Il est régulièrement intégré dans les forces militaires de l’OTAN dans le cadre de missions ponctuelles.

## Campagnes et déploiements principaux
Parmi les nombreux déploiements et missions du Commandant L'Herminier, on retiendra essentiellement :
- 1987 : mission Corymbe (golfe de Guinée).
- 1988 : déploiement en ZMAG (zone maritime Antilles-Guyane).
- 1990 : mission Corymbe.
- 1992 : mission Corymbe (le Commandant L'Herminier appareille d’urgence avec 35 hommes à bord pour porter assistance à un chalutier, il sauve 22 personnes).
- 1993 : mission Sharp Guard - Sharp Fence en mer adriatique.
- 1995 : mission de présence en mer Baltique, mission Corymbe.
- 1996 : mission de présence à St-Pierre-et-Miquelon.
- 1998 : mission Corymbe.
- 1999 : déploiement en mer Baltique. À son retour, le Commandant L'Herminier participe au départ de la Transat Jacques-Vabre au Havre, puis coordonne les opérations de récupération du fioul perdu de l’Erika.
- 2000 : mission Corymbe (le Commandant L'Herminier livre deux tonnes de fret de vivres à Lomé).
- 2001 : l’aviso appareille de Brest le 10 septembre pour un déploiement de routine en océan indien. Le lendemain, les attentats terroristes à New York conduisent à une intervention militaire américaine en Afghanistan soutenue par la France. Le Commandant L'Herminier participe ainsi à la mission Héraclès (soutien des forces à terre au large de l’Afghanistan).
- 2002 : mission de présence en mer Baltique, mission Héraclès.
- 2004 : mission Corymbe.
- 2006 : donne le départ de la course la Route du Rhum à Saint Malo.
- 2007 : mission Corymbe.
- 2009 : mission Atalanta (lutte contre la piraterie en Océan indien).
- 2010 : opération Enduring Freedom (lutte contre le terrorisme en océan indien).
- 2012 : mission Corymbe
- 2016 : Opération EUNAVFOR Med[5]
- 2017 : mission Corymbe
- 2018 : Opération EUNAVFOR Med[6]

## Liste des commandants
- Capitaine de frégate Bernard Fabiani, 12 décembre 1981
- Capitaine de frégate Jean-Paul Fery, 6 décembre 1983
- Capitaine de frégate Emmanuel Desclèves, 28 juin 1985
- Capitaine de corvette Pierrick Blairon, 29 décembre 1986
- Capitaine de corvette Jacques Launay, 4 août 1988
- Capitaine de corvette Alain Nocq, 9 février 1990
- Capitaine de corvette Rouault, 30 mars 1992
- Capitaine de corvette Carlier, 24 février 1993
- Capitaine de corvette Ausseur, 1er août 1994
- Capitaine de frégate Riban, 8 février 1996
- Capitaine de frégate Bodhuin, 31 juillet 1997
- Capitaine de frégate Barrère, 2 février 1999
- Capitaine de corvette de Jerphanion, 10 août 2000
- Capitaine de corvette Hausermann, 5 février 2002
- Capitaine de corvette Pascal Vérel, 12 août 2003
- Capitaine de corvette Olivier de Saint-Julien, 14 janvier 2005
- Capitaine de corvette Fabrice Berthelot, 23 juin 2006
- Capitaine de corvette Claire Pothier, 14 décembre 2007
- Capitaine de corvette Vandebrouck, 30 juillet 2009
- Capitaine de corvette Gwenegan Le Bourhis, 10 décembre 2010
- Capitaine de corvette Nicolas Molitor, 6 juillet 2012
- Capitaine de corvette Benjamin Brige, 13 janvier 2014
- Capitaine de corvette Audrey Boutteville, juillet 2015
- Capitaine de corvette Mathias Canonne, janvier 2017

## Honneurs

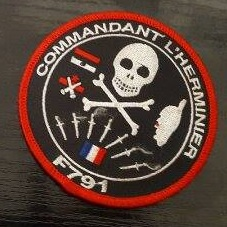
Patch Jolly roger officiel du CDT l'Herminier

A titre de récompense, le Commandant L'Herminier reçut de l'amiral commandant le groupe de sous-marins britanniques basé à Oran un Jolly Roger (pavillon "pirate" à tête de mort et tibias entrecroisés) qui est traditionnel chez les sous-mariniers britanniques pour afficher leur tableau de chasse, suivant un code bien défini. Le navire est, avec le Casabianca, le seul bâtiment de la Marine Nationale autorisé à le porter.